# Песковатка (Городищенский район)
Песковатка — хутор в Городищенском районе Волгоградской области России, административный центр и единственный населённый пункт Песковатского сельского поселения.

## История
Дата основания не установлена. Впервые как хутор Песковатской обозначен на подробной карте Области Войска Донского 1833 года. Согласно Списку населённых мест Земли Войска Донского в 1859 году хутор Песковатский входил в юрт станицы Голубинской, относился ко Второму Донскому округу. В хуторе имелось 99 дворов, проживало 318 душ мужского и 344 женского пола.
Согласно Алфавитному списку населённых мест Области Войска Донского 1915 года в хуторе Песковатском станицы Голубинской имелся 381 двор, проживало уже 970 душ мужского и 684 женского пола, действовали церковь и школа.
В годы Гражданской войны в Песковатке был сформирован Песковатский казачий отряд, основная часть бойцов которого позднее вошла в состав Первой Конной армии С. М. Будённого.
В 1921 году в составе Второго Донского округа включен в состав Царицынской губернии. В 1928 году Песковатка вошла в состав Сталинградского района Сталинградского округа Нижневолжского края (с 1934 года — Сталинградский край). В 1935 году хутор включён в состав Песчанского района (с 1938 года — Городищенский район) Сталинградского края (с 1936 года — Сталинградской области, с 1961 года — Волгоградская область). В период коллективизации организован колхоз «Красный партизан»
В августе 1942 года в районе Песковатки шли ожесточённые бои, в результате которых 6-й армии Паулюса удалось создать плацдарм для дальнейшего продвижения к Сталинграду.
В 1959 году колхоз «Красный партизан» был присоединён к колхозу «Большевик» с центральной усадьбой в хуторе Вертячий. С 1961 года — 7-е отделение совхоза «Россошинский» с центральной усадьбой в Россошках (ныне посёлок Степной). С 1963 года отделение № 3 вновь образованного совхоза «Путь Ленина». В 1977 году в Песковатке началось строительство крупного животноводческого комплекса, стало развиваться животноводство. 10 марта 1981 года был образован совхоз «Песковатский» (вскоре переименованный в совхоз «Красный Партизан»). Хутор получил новый импульс в развитии: была построена нефтебаза, новый детский сад и средняя школа, асфальтирована подъездная дорога.
В 2002 году началась газификация хутора.

## География
Хутор расположен в степи на западе Городищенского района в пределах Приволжской возвышенности, относящейся к Восточно-Европейской равнине, у левого берега Дона при балке Песковатка, на высоте около 60 метров над уровнем моря. Рельеф местности равнинный, осложнён балками и оврагами. Почвы — каштановые солонцеватые и солончаковые.
По автомобильным дорогам расстояние до центра Волгограда составляет 68 км, до районного центра посёлка Городище — 70 км.
Климат
Климат умеренный континентальный с жарким летом и малоснежной, иногда с большими холодами, зимой. Согласно классификации климатов Кёппена климат характеризуется как влажный континентальный (индекс Dfa). Температура воздуха имеет резко выраженный годовой ход. Среднегодовая температура положительная и составляет +8,4 °С, средняя температура января −7,3 °С, июля +24,2 °С. Расчётная многолетняя норма осадков — 375 мм, наибольшее количество осадков выпадает в декабре (40 мм) и июне (39 мм), наименьшее в марте (23 мм).
Часовой пояс
Песковатка, как и вся Волгоградская область, находится в часовой зоне МСК (московское время). Смещение применяемого времени относительно UTC составляет +3:00.

## Население
Динамика численности населения по годам:
| 1859 | 1873 | 1897 | 1915 | 2002 |
| ---- | ---- | ---- | ---- | ---- |
| 622  | 906  | 1406 | 1654 | 1035 |

| 2010 | 2012  | 2013  | 2014  | 2015 | 2016 | 2017 |
| ---- | ----- | ----- | ----- | ---- | ---- | ---- |
| 1093 | ↘1085 | ↘1051 | ↘1011 | ↘961 | ↘947 | ↘921 |
| 2018 | 2019  | 2020  | 2021  |      |      |      |
| ↗934 | ↘919  | ↘902  | ↘900  |      |      |      |

## Уроженцы и известные жители
- Иван Королёв — глава Волгограда с 1962 по 1974 годы.